# Mary Jane's Pa (film 1917)
Mary Jane's Pa è un film muto del 1917 diretto da Charles Brabin e William P.S. Earle. La sceneggiatura si basa sul lavoro teatrale Mary Jane's Pa di Edith Ellis, andato in scena con buon successo al Garden Theatre di Broadway il 3 dicembre 1908.
Nel 1935, ne venne fatto un remake, sempre con il titolo Mary Jane's Pa, interpretato da Aline MacMahon e Guy Kibbee.

## Produzione
Il film fu prodotto dalla Vitagraph Company of America.

## Distribuzione
Distribuito dalla Greater Vitagraph (V-L-S-E), il film uscì nelle sale cinematografiche statunitensi il 13 agosto 1917.